# Лінія Макмагона

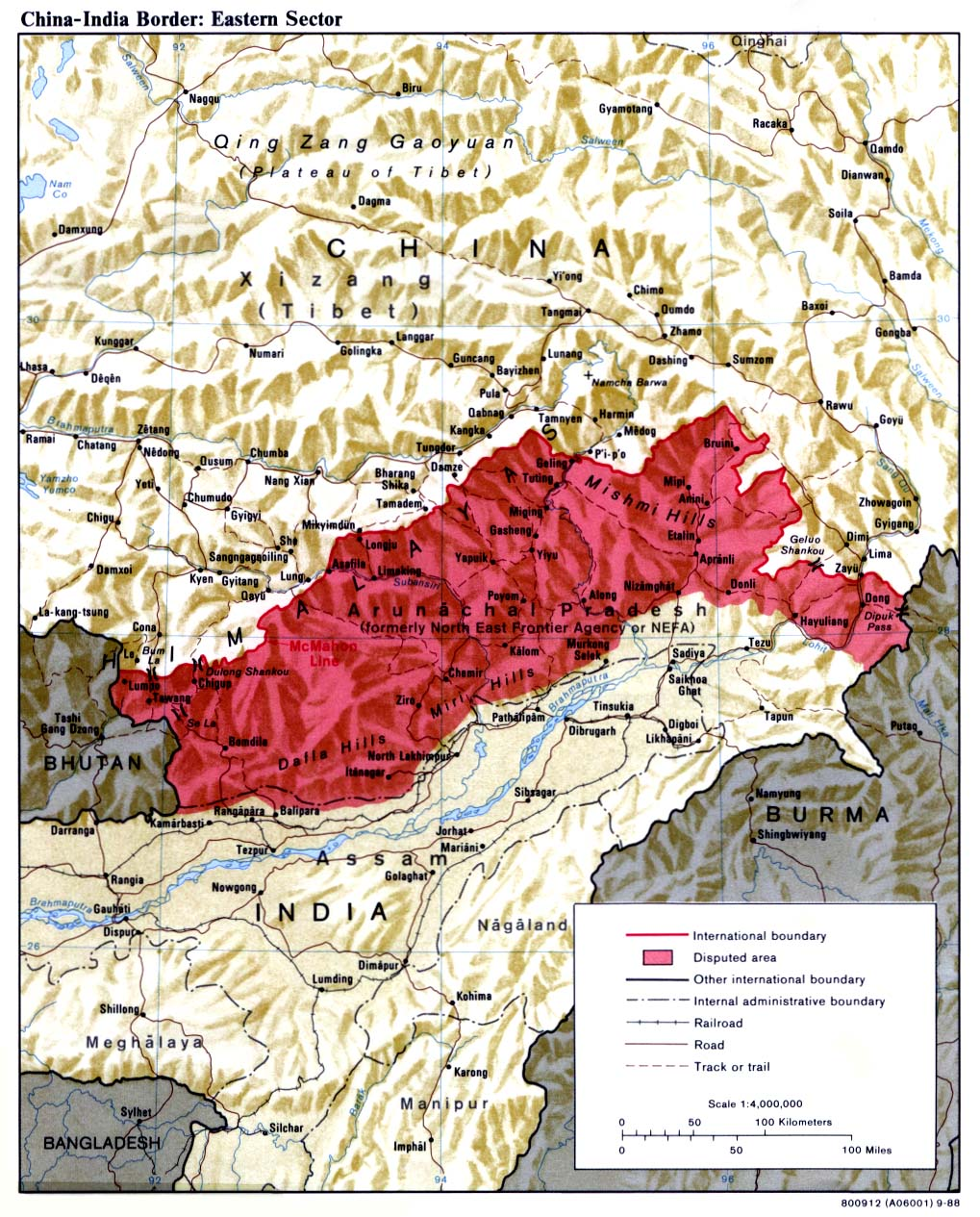
Лінія Макмагона позначає кордон між територіями, що перебувають під володінням Китаю і Індії в східногімалайському регіоні. Ця лінія опинилася в центрі короткої війни в 1962 році, коли індійські та китайські збройні сили боролися за контроль над спірним регіоном (на карті позначений червоним), значна частина якого — високогірна малонаселена місцевість.

Лінія Макмагона — кордон, створений за угодою між Великою Британією і Тибетом, як частина Шимльської конвенції, підписаної в 1914 році. Попри те, що з приводу її легітимності тривають суперечки, наразі вона є кордоном між Китаєм і Індією.
Свою назву лінія отримала завдяки серу Генрі Макмагону, секретарю в закордонних справах Британської Індії й одного з головних учасників переговорів. Її довжина близько 890 кілометрів, лінія пролягає від Бутану на заході до точки, розташованої за 260 км на південь від великого повороту річки Брахмапутра на сході. Більша частина цієї лінії пролягає уздовж Гімалаїв. Шимльську конвенцію (разом з лінією Макмагона) британський уряд Індії спочатку відкинув через те, що вона була несумісною з англо-російською угодою 1907 року. Це переглянули 1921 року. Після Шимльської конвенції про лінію забули до 1935 року, коли британський офіцер Олаф Каро переконав уряд опублікувати Шимльську конвенцію і використовувати лінію Макмагона на офіційних картах.
Лінію Макмагона як Індія, так і уряд Далай-лами у вигнанні, визнають державним кордоном.
Китай не визнає Шимльської конвенції, вважаючи, що Тибет не мав суверенітету, і, отже, не мав права укладати угоди. На китайських картах територія площею 150 000 км2 території на південь від лінії позначено як належні до Тибетського автономного району, також відомому як Південний Тибет. Протягом Китайсько-індійської прикордонної війни 1962 року китайські сили ненадовго зайняли цю територію. Китай у цілому не визнає чинної лінії кордону, яка включає «так звану лінію Макмагона», згідно з дипломатичною нотою від 1959 року, поданою прем'єр-міністром Чжоу Еньлаєм.

## Історія

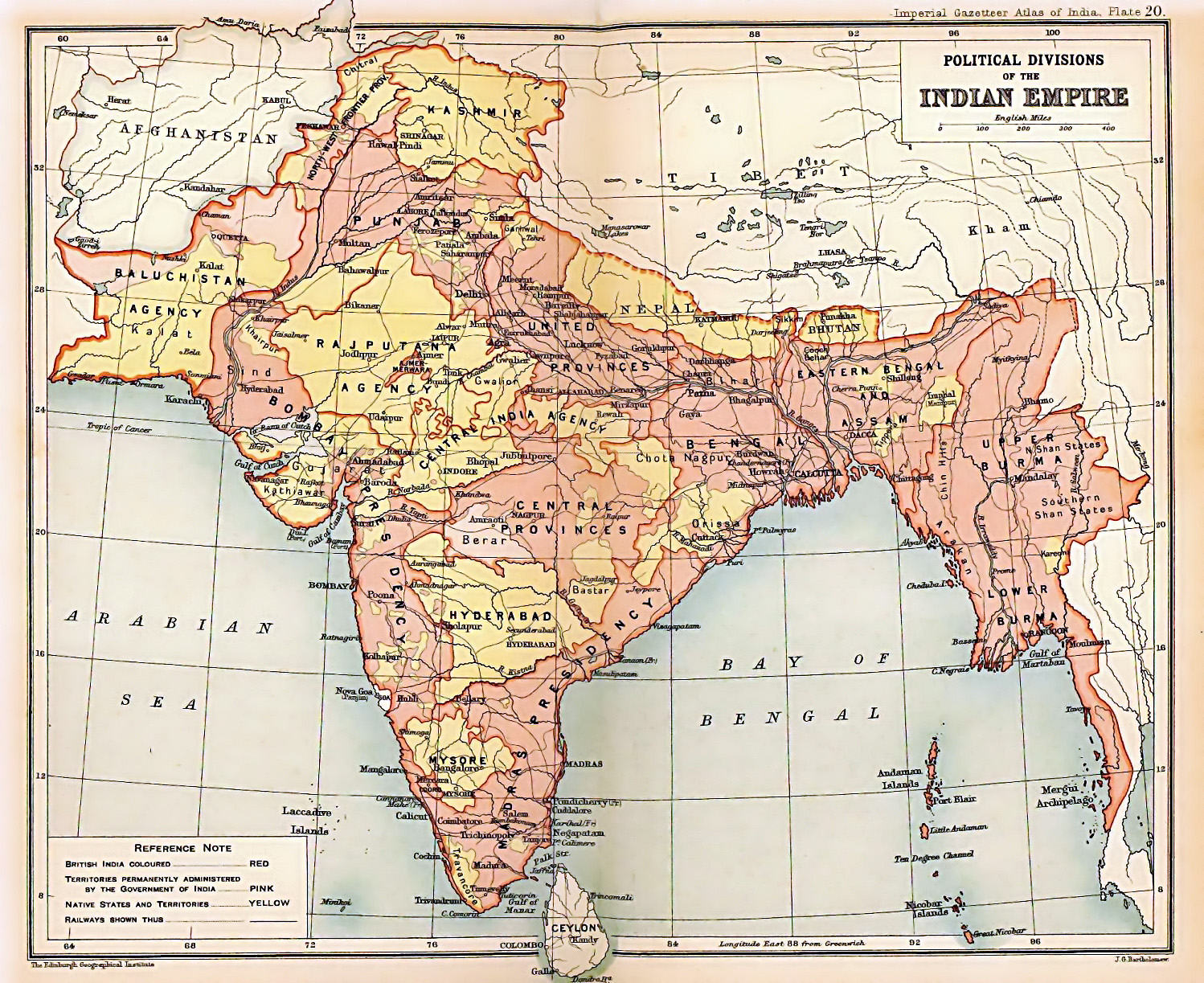
Карта з Імперського Географічного Довідника Індії, Oxford University Press, 1909. Вона позначає «Зовнішню лінію», як кордон, у східній частині вгорі праворуч.

### Поява лінії
Перші спроби Британії створити кордон у цьому секторі були викликані тим, що в середині XIX століття з'ясувалось, що Таванг, важливе торгове місто, перебувало на території Тибету. 1873 року британський уряд Індії провів «Зовнішню Лінію», яка мала стати державним кордоном. Ця лінія повторює малюнок пагорбів біля Гімалаїв, які тепер розташовані приблизно на півдні Аруначал-Прадешу. Британія уклала договори, при цьому Пекін був стурбований тибетськими кордонами з Бірмою і Сіккімом. Однак Тибет відмовився визнавати кордони, утворені цими договорами. Британські сили під командуванням Френсіса Янгхазбенда увійшли на територію Тибету в 1904 році. В 1907 році Британія і Росія визнали сюзеренні права Китаю над Тибетом, і обидві країни вирішили «не вступати в зв'язки з Тибетом, крім як опосередковано, через уряд Китаю».
Інтерес Англії до кордонів з'явився знову, коли уряд Цін послав збройні сили, щоб встановити вплив Китаю в Тибеті (1910—1912). У місцевості, що зараз відома як Аруначал-Прадеш, і створили Північно-східну фронтову дорогу для керування територією. В 1912—1913 роках ця експедиція досягла взаєморозуміння з лідерами місцевих племен, які керували більшою частиною регіону. Зовнішню Лінію просунули далі на північ, але Таванг, як і раніше, залишався на Тибетській території. Після падіння династії Цін у Китаї Тибет вигнав усіх китайських офіційних осіб і солдатів і заявив про свою незалежність.
У 1913 році офіційні особи Англії зібралися в Шимлі, Індія, щоб обговорити статус Тибету. Конференцію відвідали представники Великої Британії, Китаю і Тибету. «Зовнішній Тибет», що займає приблизно ту ж територію, що й сучасний «Тибетський автономний район», передбачалося віддати під володіння уряду Далай-лами, але залишити васалом Китаю. Сюзеренітет передбачало обмежену владу над контрольованим регіоном. Угода від 3 липня 1914 року, проте, не вводила жодних обмежень чи описів. Вона посилалася на карту малого масштабу з дуже невеликою кількістю деталей, на якій показано межу між Китаєм і «Внутрішнім Тибетом», а також між «Внутрішнім Тибетом» і «Зовнішнім Тибетом». На карті не було підпису представника Китаю Ivan Chen, однак він розписався на схожому документі від 27 квітня 1914.
|  | Дві карти (27 квітня 1914 і 3 липня 1914) з визначеними кордонами; на обох повні підписи представника Тибету; на першій також повний підпис представника Китаю; на другий повні підписи, а також печатки представників Тибету і Англії. (5. Фотографічні репродукції двох карт в Атласі північного фронту Індії, Нью Делі: Міністерство Закордонних Справ 1960) Сінха (21 лютого 1966), стор. 37 |

Обидві редакції цієї карти проводять однакову червону лінію між «Внутрішнім Тибетом» і Китаєм далі, на північний захід, приблизно позначаючи весь шлях лінії Макмагона, яка закінчується біля Таванга, в точці перетину з Бутаном. Однак, на жодній редакції немає позначки «Британська Індія», чи чогось подібного в області, де зараз розташований Аруначал-Прадеш.
Значно деталізованіша, виконана в масштабі 8 миль на дюйм, карта кордонів Макмагона, створена 24—25 березня 1914 року, підписана лише представниками Тибету і Британії. Ця карта, поряд з обговоренням лінії Макмагона, була підготовлена без участі Китаю. Після того, як Пекін не визнав Шімлу, делегації Англії й Тибету надіслали ноту з відмовою Китаю в привілеях угоди, і підписали її в двосторонньому порядку.

### Суперечка Індії й Китаю про кордон
У 1950-х роках, індійсько-китайські відносини були теплими і прикордонних суперечок не було. Уряд Індії під керівництвом прем'єр-міністра Джавахарлала Неру проголосив гасло Hindi-Chini bhai-bhai (Індія і Китай — брати). Чжоу Еньлай запропонував прийняти лінію Макмагона в 1956 році, але тільки на умовах рівних прикордонних переговорів, тому що просте прийняття британського кордону залишило б ганебну пляму нерівного договору, і зачепило б гордість Китаю. Але Неру підтримував своє твердження 1950-х років, що він не визнає переговори, якщо Китай підніме питання про кордон, сподіваючись, що Китай прийме доконаний факт. У 1954 році, Індія перейменувала Смуги Північно-Східного кордону в Агентство Північно-Східного кордону.
Індія визнала Тибет частиною Китаю і відмовилася від своїх екстериторіальних прав у Тибеті, успадкованих від Британії в договорі, укладеному в квітні 1954 року. Неру пізніше стверджував, що, якщо Китай не підняв питання про кордон на конференції 1954 року, питання закрито. Але єдиним кордоном, окресленим Індією до конференції, була лінія Макмагона. Через кілька місяців після конференції, Неру наказав опублікувати карти Індії, що зображали розширені індійські домагання як певні кордони, особливо в Аксай-Чин. У секторі Північно-Східного Прикордонного Агентства нові карти позначили гірські хребти як кордони, хоча в деяких місцях ця лінія проходила трохи північніше від лінії Макмагона.
Провал Тибетського повстання і прибуття 14-го Далай-лами в Індію в березні 1959 змусило індійських парламентарів звинуватити Неру в недотриманні Китаєм зобов'язання поважати лінію Макмагона. До того ж, індійська преса почала відкрито пропагувати незалежність Тибету. Неру, намагаючись у відповідь підтвердити суверенітет Тибету, встановив багато військових постів уздовж кордону без оголошень і всупереч порадам свого штабу. Виявивши пости і вже маючи сумніви завдяки припущенням індійської преси, китайські лідери почали підозрювати, що Неру має плани на регіон. У серпні 1959 китайські війська захопили індійську заставу в Лонг'ю, за 3 милі на південь від лінії Макмагона згідно з базою даних (Національне агентство геопросторової розвідки). В листі Неру, датованому 24 жовтня 1959, Чжоу Еньлай запропонував, щоб Індія і Китай вивели свої війська з 20 кілометрових зон по обидва боки від лінії фактичного контролю. Трохи пізніше, Чжоу написав Неру, що «так звана лінія Макмагона на сході і на заході КНР не визнає».
У листопаді 1961 року Неру формально прийняв «політику нападу», встановивши військові пости на спірних територіях, зокрема 43 пости на північ від лінії фактичного контролю. Глава Китаю, Мао Цзедун, досі ослаблений провалом політики Великого стрибка, бачив у війні спосіб відновлення свого авторитету. 8 вересня 1962 року китайські війська атакували індійський блокпост Дгола біля хребта Тхаг Ла, за 3 км на північ від лінії Макмагона. 20 жовтня Китай почав великий наступ уздовж лінії Макмагона і далі на північ. Проведена Китайсько-індійська прикордонна війна була національним приниженням для Індії. Китай швидко подолав 90 км від лінії Макмагона до Рупи і Чаку (65 км на південний схід від Тавангу), від найзахіднішої точки Непалу до найсхіднішої точки Агентства Північно-Східного кордону, наблизившись на 30 км до Валонгу. СРСР, США і Велика Британія пообіцяли Індії військову допомогу. Тоді Китай відступив до лінії Макмагона і репатріював індійських військовополонених.
1972 року Північно-Східне Прикордонне Агентство перейменовано на Аруначал-Прадеш — китайські карти відносять цей регіон до Південного Тибету. В 1981 році глава Китаю Ден Сяопін запропонував Індії пакет урегулювання з прикордонного питання. Після 8 переговорів угоди так і не укладено.
1984 року співробітники індійського розвідувального бюро в Тавангу встановили спостережний пункт у долині Сумдоронг Чу на південь від найвищого гребеня і за декілька кілометрів на північ від лінії Макмагона (частина прямої лінії, що тягнеться на 30 миль на схід від Бутану). Розвідувальне бюро залишило регіон до зими. У 1986 році Китай розташував війська в долині до прибуття індійської групи. Ця інформація, коли її розкрили індійському населенню, викликала національне хвилювання. У жовтні 1986 року Ден пригрозив дати Індії урок. Індійська армія перекинула повітрям в долину оперативну групу. Конфлікт припинено в травні 1987, хоча, як видно в Google Earth, обидві армії зберегли своє розташування і видно будівництво нових доріг і споруд.
Індійський прем'єр-міністр Раджив Ганді відвідав Китай 1988 року і погодився на створення спільної робочої групи з питань кордону, яка не досягла явного успіху. За китайсько-індійською угодою 1993 року організовано групу для визначення лінії фактичного контролю, ця група також не досягла успіху. Китайсько-індійська угода 1996 встановила заходи для зміцнення довіри, щоб уникнути прикордонних сутичок. Хоча тут траплялися часті інциденти, коли одна держава звинувачувала іншу у вторгненні, викликаючи напружені зіткнення уздовж лінії Макмагона, починаючи від випробування Індією ядерної зброї 1988 року і донині, обидві сторони в цілому відносять це до розбіжностей щодо менш ніж кілометра від лінії фактичного контролю.

### Перегляд Британією позиції щодо Тибету
До 2008 року позиція Британського уряду стосовно взаємин між Китаєм і Тибетом спиралася на угоду в Шимлі. Англія визнавала, що Китай мав сюзеренітет над Тибетом, однак у Тибету ще залишався невеликий суверенітет. Проте 29 жовтня 2008 року вона переглянула свої погляди, і визнала Тибет частиною Китаю, написавши про це на сторінках вебсайту свого МЗС.